# Place du Maréchal-Foch (Jouars-Pontchartrain)

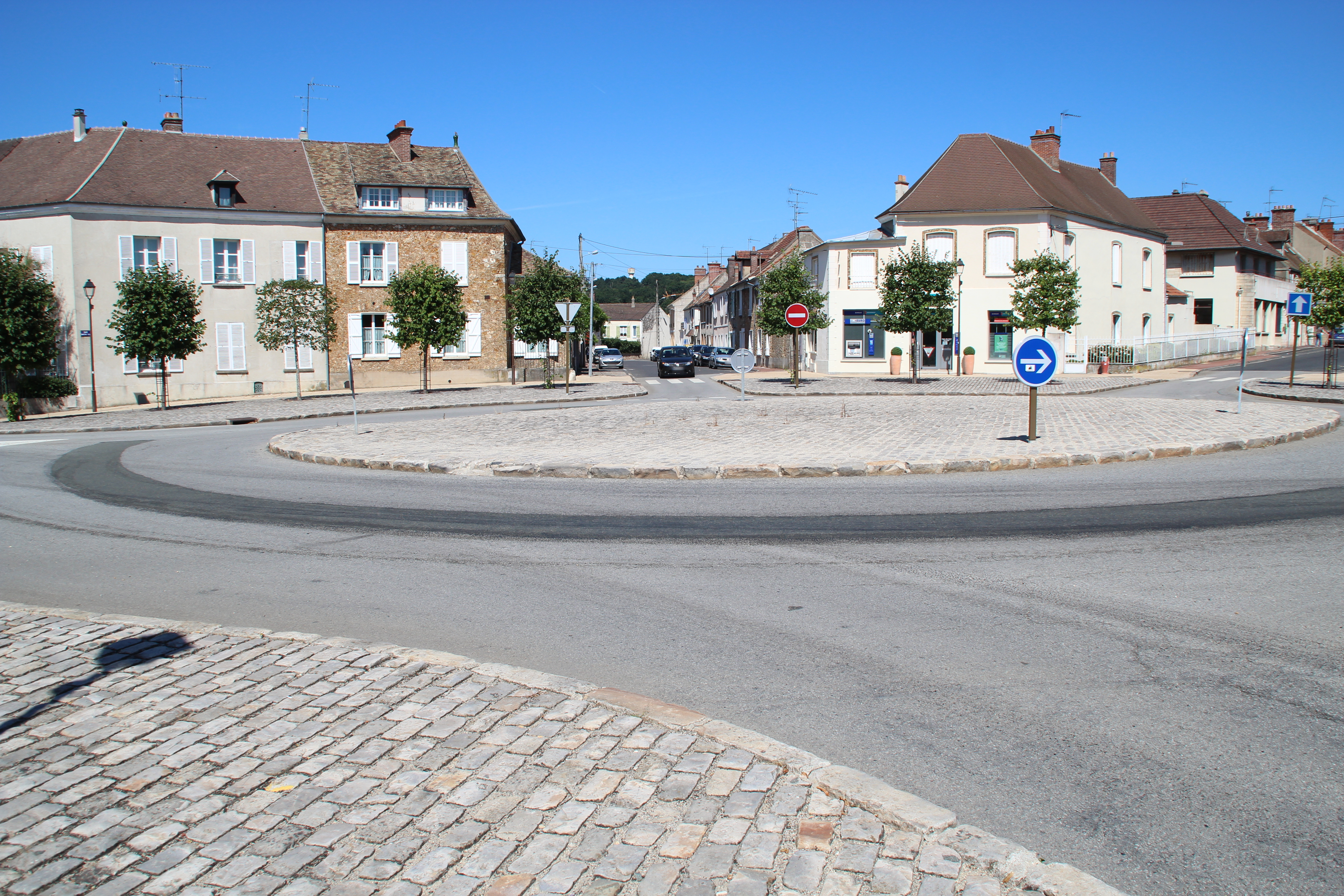
Place du Maréchal-Foch in Jouars-Pontchartrain

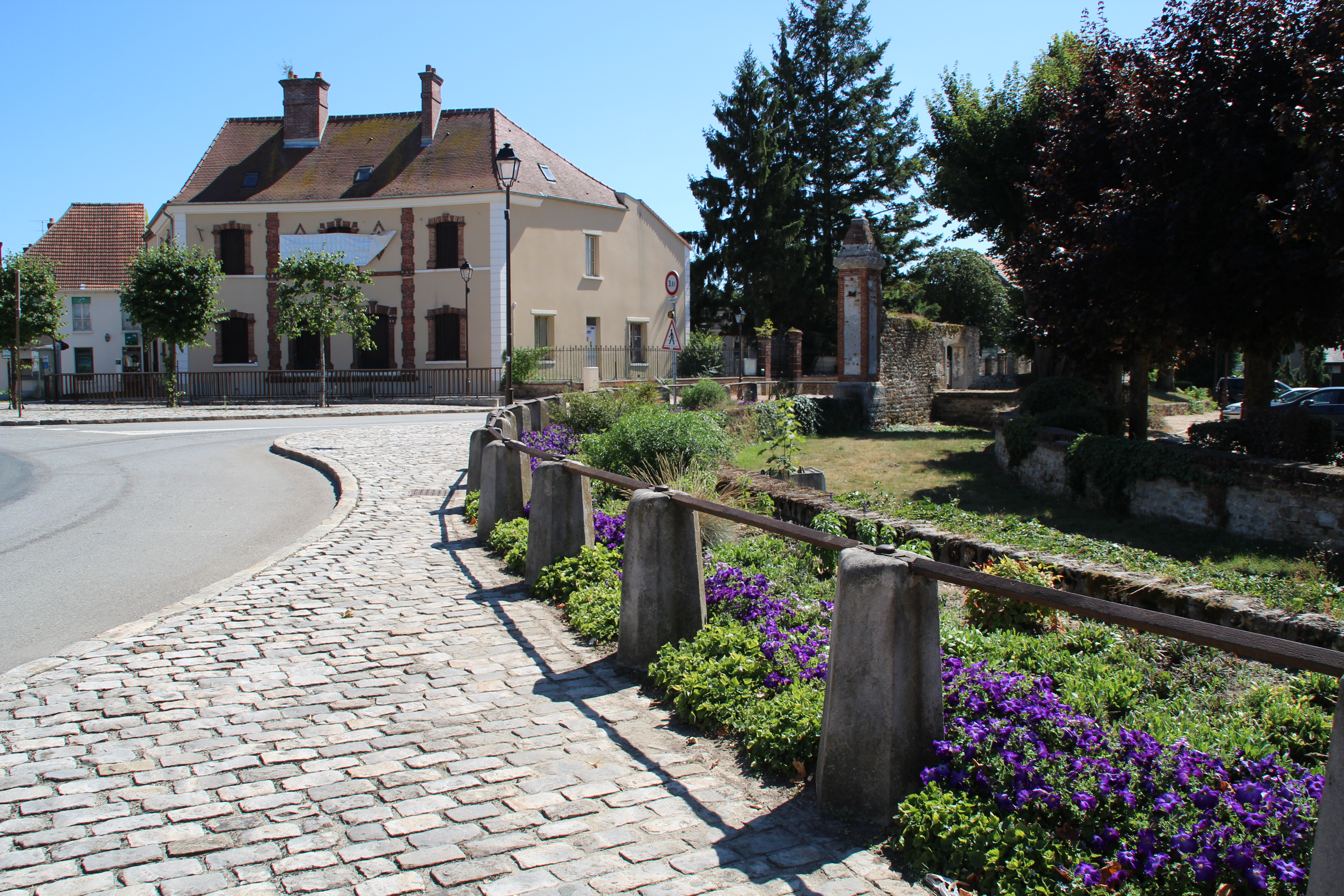
Rechts die Sichtachse zum Schloss

Die Place du Maréchal-Foch in Jouars-Pontchartrain, einer französischen Gemeinde im Département Yvelines der Region Île-de-France, wurde 1755 angelegt. Der Platz ist seit 2002 als Monument historique geschützt.
Der Platz, der ursprünglich als Place ronde (runder Platz) bezeichnet wurde und nach dem Ersten Weltkrieg zu Ehren von Ferdinand Foch (1851–1929) umbenannt wurde, schloss sich zur Zeit der Erbauung an den Hirschgarten des Schlosses Pontchartrain an. Für einen ländlichen Ort war ein solcher Platz außerhalb des Ortskerns eine Seltenheit im 18. Jahrhundert.
Als Monument historique geschützt ist der Platz mit seiner Straßenanlage, den Fassaden der Häuser am Platz, den Einmündungen der Straßen samt ihrer Bebauung (Route du Pontel Nr. 2, Rue Mazières Nr. 1 und 2, Route de Paris Nr. 1, Rue Saint-Frédéric, Rue Sainte-Anne Nr. 1) und der Sichtachse zum Schloss.